# Kanszk-acsinszki-szénmedence

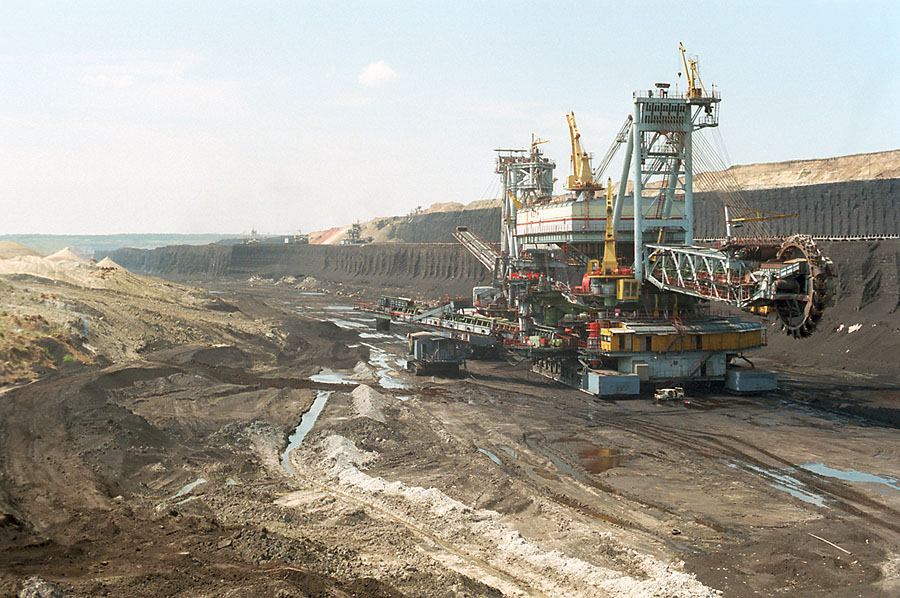
A berjozovói külfejtés Nazarovo mellett (2006)

A Kanszk-acsinszki-szénmedence (oroszul Канско-Ачинский угольный бассейн [Kanszko-Acsinszkij ugolnij basszejn]) nagy barnakőszén-előfordulásairól ismert szénmedence Oroszországban, Közép-Szibéria déli részén. A medencében kitermelt energetikai szenet nagyrészt a körzet hőerőműveiben hasznosítják.

## Elhelyezkedése
A Krasznojarszki határterület déli részén, valamint kisebb részben a Kemerovói és az Irkutszki területen helyezkedik el. Kiterjedése kb. 65 000 km². A transzszibériai vasútvonal mindkét oldalán, nyugat-keleti irányban több mint 700 km hosszan húzódik, szélessége 50–300 km. Területét a Jenyiszej-hegyvonulat és a Keleti-Szaján előhegyei nagyjából két azonos nagyságú részre osztják. A medencét a keleti felén (Kanszk) és a nyugati felén (Acsinszk) fekvő egy-egy nagyobb városról nevezték el. 

## Jellemzői, hasznosítása
Különlegessége és kiemelkedő gazdasági jelentősége, hogy a készletek nagy része alkalmas külszíni fejtésre. A medence teljes szénvagyonát 638 milliárd tonnára becsülik, a külszíni fejtéssel kitermelhető készlet ennél természetesen jóval kisebb. 
A körzetben kb. harminc szénlelőhely ismeretes. A termelésbe vont legnagyobb lelőhely nyugaton a nazarovói és a berjozovói külszíni bánya, keleten az Irsa-borogyinói külfejtés – először itt kezdték el (1949-ben) az ipari méretű külszíni termelést. 2003-ban a medencében összesen 37,9 millió tonna szenet termeltek, ami az ország termelésének 13,7 %-a volt
A barnaszenet alacsony kalóriaértéke miatt többnyire energetikai célra (tüzelőanyagként) használják, az itt bányászott szenet főként Közép-Szibéria hőerőműiben hasznosítják (távolra szállítása nem kifizetődő). Az 1960-as évekre a medence szénvagyonára épülő nagyszabású terület- és iparfejlesztési tervet dolgoztak ki (rövidítése: KATEK), ennek  keretében több nagy hőerőmű és ipari üzem létesítését határozták el, illetve kezdték meg. A napjainkban is üzemelők közül legnagyobb a nazarovói és a terv részeként alapított város, Saripovo mellett épült berjozovói hőerőmű.